# Phyllanthus tenuicaulis
Phyllanthus tenuicaulis är en emblikaväxtart som beskrevs av Johannes Müller Argoviensis. Phyllanthus tenuicaulis ingår i släktet Phyllanthus och familjen emblikaväxter.

## Underarter
Arten delas in i följande underarter:
- P. t. haitiensis
- P. t. tenuicaulis